# Алте
Алте (порт. Alte)  —  район (фрегезия) в Португалии,  входит в округ Фару. Является составной частью муниципалитета  Лоле. По старому административному делению входил в провинцию Алгарве (регион). Входит в экономико-статистический  субрегион Алгарве, который входит в Алгарве. Население составляет 2176 человек на 2001 год. Занимает площадь 94,69 км².